# Phialoarthrobotryum triseptatum
Phialoarthrobotryum triseptatum är en svampart som beskrevs av Matsush. 1975. Phialoarthrobotryum triseptatum ingår i släktet Phialoarthrobotryum, divisionen sporsäcksvampar och riket svampar.   Inga underarter finns listade i Catalogue of Life.